# Sachiko Furuhata-Kersting

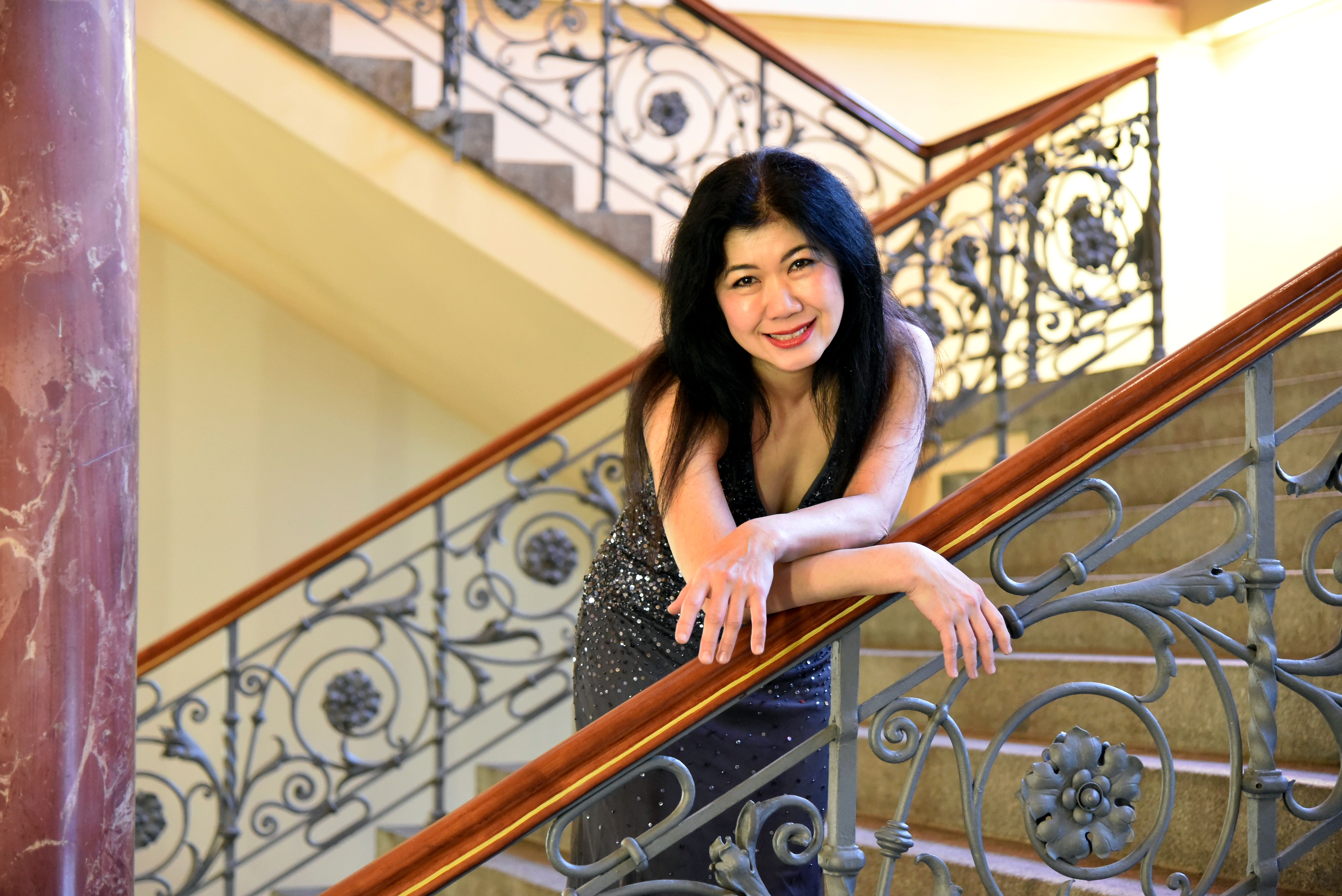
Sachiko Furuhata-Kersting (2017)

Sachiko Furuhata-Kersting (jap. 祥子・古畑=ケルスティング, Sachiko Furuhata-Kerusutingu; * 12. August 1975 in Yokohama) ist eine japanische Konzertpianistin.

## Leben
Sie nahm ihren ersten Klavierunterricht im Alter von drei Jahren. Nach dem Gewinn des Wettbewerbs Neuer Pianist in Japan kam sie nach Deutschland, um an der Hochschule für Musik Detmold und an der Robert Schumann Hochschule Düsseldorf zu studieren. Ihre Lehrer waren Arnulf von Arnim, Roberto Szidon, Detlef Kraus, Naoyuki Taneda und Willem Brons. Sie nahm auch Meisterkurse in Salzburg (Liske), Weimar (Ringeissen) und Sion (Szidon).
Furuhata-Kersting wurde zu Konzerten in Italien, Spanien, Deutschland, der Schweiz, den Niederlanden sowie in Japan eingeladen. 2012 wurde sie von Steinway & Sons zum Steinway Artist ernannt.
Im Jahre 2012 debütierte sie in der Suntory Hall in Tokio, 2013 in London, 2014 in Basel, 2015 in Luxemburg und 2017 in Cardiff sowie in der Usher Hall in Edinburgh. Am 29. Juli 2017 debütierte sie in der Usher Hall in Edinburgh, am 22. November 2017 in der Carnegie Hall in New York. Neben ihren Solo-Recitals spielte sie u. a. mit der russischen Staatsphilharmonie, dem Orchester des Pfalztheaters, 2016 mit dem Osaka Kammerorchester und 2017 mit der Deutschen Radio Philharmonie. Sie war auch zu Gast bei den Musikfestivals EuroClassic und dem Kultursommer Rheinland-Pfalz.
Ihre CDs werden von dem Klassiklabel Oehms Classic produziert. Ihre jüngste CD-Produktion präsentiert Werke von Beethoven und Schumann. Diese CD gewann den Preis Music Arena Performance des Jahres 2014 in Japan.
Im Jahre 2017 gab es Radio-Übertragungen beim Saarländischen Rundfunk und beim Südwestrundfunk.